# Trục đẳng phương

Trục đẳng phương của hai đường tròn là quỹ tích những điểm sao cho tiếp tuyến từ điểm đó đến hai đường tròn có độ dài bằng nhau. Trục đẳng phương là một đường thẳng vuông góc với đường thẳng nối tâm của hai đường tròn. Nếu hai đường tròn giao nhau thì trục đẳng phương là đường thẳng nối hai điểm giao của hai đường tròn.

## Dựng trục đẳng phương

Cách dựng trục đẳng phương

Dựng một đường tròn giao với đường tròn thứ nhất tại hai điểm A,B; đường tròn này giao với đường tròn thứ hai tại hai điểm D, C. Đường thẳng AB cắt đường thẳng DC tại điểm F. Đường thẳng qua F vuông góc với đường thẳng nối tâm hai đường tròn ban đầu chính là trục đẳng phương của hai đường tròn đó.